# Gaspar de la Cerda Sandoval Silva y Mendoza
Gaspar de la Cerda Sandoval Silva y Mendoza, ottavo conte di Galve (Pastrana, 11 gennaio 1653 – El Puerto de Santa María, 12 marzo 1697), fu viceré della Nuova Spagna dal 20 novembre 1688 al 26 febbraio 1696.

## Biografia
Quarto figlio di Rodrigo de Silva e di Catalina de Mendoza y Sandoval; nacque nel Palazzo Ducale di Pastrana (Guadalajara) l'11 gennaio 1653. Il suo nome completo è Gaspar Melchor Baltasar Maria Joseph Agustin Francisco Joachin Pablo.
Fu condotto a Madrid e servì come paggio di corte della regina Marianna d'Austria.
Nel 1677 prese possesso del maggiorascato di 1.500 ducati di rendita che il duca Cardinale di Lerma, suo bisnonno, aveva fondato; nell'ottobre del 1678 prese l'abito dell'Ordine di Alcántara, godendo delle commende di Zeclavin e Zalamea.
Nel 1677 si sposò con Maria de Atocha y Guzman, figlia unica ed erede di Luis Ponce de Leon, commendatore di Zeclavin dell'Ordine di Alcántara, gentiluomo di camera del re Filippo IV, viceré di Navarra, governatore e capitano generale dello Stato di Milano, e di Mencia de Guzman y Pimentèl, IV contessa di Villaverde; ebbero due figli: Joseph Manuel Antonio de Silva y Guzman, nato il 17 gennaio 1681, e Josepha Maria de Silva y Guzman, nata il 24 settembre 1684. Maria de Atocha y Guzman morì di parto con la nascita della figlia Josepha.
Si sposò in seconde nozze con Elvira Maria de Toledo, figlia di don Fadrique de Toledo Osorio y Ponce de Leon, marchese di Villafranca del Bierzo.
Gaspar de la Cerda Sandoval Silva aveva solo 35 anni quando fu nominato viceré della Nuova Spagna, nel maggio del 1688. Giunse a Veracruz alla metà di ottobre. Sulla strada per Città del Messico incontrò il predecessore, Melchor Portocarrero, l'8 novembre 1688. Giunse a Chapultepec l'11 novembre e giurò davanti alla Audiencia il 20 novembre 1688. L'entrata solenne a Città del Messico è datata 4 dicembre 1688, ma ufficialmente il suo governò iniziò prima, durante l'atto della vestizione.
Poco dopo l'arrivo ricevette un messaggio dal governatore di Santa Fe de Nuevo México, secondo il quale tre francesi provenienti dall'insediamento francese del Seno Mexicano (Texas) erano arrivati in Nuovo Messico. Il viceré ordinò al governatore di Coahuila di prendere un distaccamento di soldati, un geografo ed un interprete, e marciare sulla costa per contrastare i francesi. Dopo molti giorni di marcia nel deserto il governatore giunse nella baia di San Bernardo, dove trovò i francesi che stavano costruendo un forte. Cinque spagnoli furono catturati, due dei quali riuscirono a fuggire. Da questi evasi il governatore seppe che i francesi avevano intenzione di colonizzare la regione.
Sempre nel 1689 il viceré raccolse fondi dall'arcivescovo e dai vescovi della colonia per inviare una flotta del porto di Acapulco alla ricerca dei pirati che infestavano l'oceano. Combatté anche gli invasori della costa del Golfo, a Tabasco ed a Campeche. Si trattava di un piccolo numero di inglesi sotto il cui comando militavano Maya, ben pagati in denaro e aguardiente, affinché asportassero il legname pregiato della regione.
Vi furono forti piogge nel 1689, e Cerda Sandoval fu diligente nel mantenere eseguiti i lavori di drenaggio dei corsi d'acqua.
Eseguendo un ordine reale dell'aprile del 1691, il viceré Cerda Sandoval istituì scuole per insegnare lo spagnolo ai nativi, con buon successo. Nei grandi centri abitati furono create scuole maschili e femminili, mentre nei piccoli paesi la scuola era unica.
Durante il suo governo il viceré dovette affrontare le ribellioni dei Tarahumara della Nueva Vizcaya e degli indiani del Texas. Questi ultimi erano solitamente amichevoli, ed avevano dichiarato l'intento di sottomettersi agli spagnoli convertendosi al Cristianesimo. Il governatore di Coahuila creò un presidio tra loro, ed anche una missione. I maltrattamenti ricevuti dai soldati spagnoli e dai coloni spagnoli e mestizo li convinsero però a ribellarsi. Soldati e missionari furono obbligati ad abbandonare le loro posizioni. Il governatore di Coahuila y Texas riuscì sedare la rivolta senza spargimenti di sangue.
Nel 1692 ci fu una grande siccità che portò alla scarsità di cibo. I nativi attribuirono la colpa all'apparizione di una cometa. Non si trovava più mais nella capitale, e la gente era molto affamata. L'8 giugno 1692 una folla si riunì sotto al palazzo del viceré. Lanciarono pietre ed incendiarono gli archivi. Carlos de Sigüenza y Góngora riuscì a salvare molti documenti, a rischio della propria vita. Anche alcune case e negozi vicini furono incendiati.
Il viceré dovette rifugiarsi presso il convento di San Francisco el Grande, e persone fidate gli presentarono l'elenco dei nomi dei riottosi. Il viceré ne ordinò l'arresto e l'impiccagione senza processo. In cinque, tutti spagnoli, furono impiccati.
Nel 1693 Carlos de Sigüenza y Góngora pubblicò il El Mercurio Volante, primo giornale della Nuova Spagna.
Nel 1695, con l'aiuto degli inglesi, il viceré attaccò i francesi che si erano insediati su Hispaniola. Furono annientati, e 81 cannoni catturati. Nello stesso anno Cerda Sandoval fondò il presidio di Panzacola, in Texas.
Sempre nel 1695, durante un'epidemia, suor Juana Inés de la Cruz, grande poeta messicano, morì a Città del Messico.
Nel settembre del 1695 Cerda Sandoval chiese di poter tornare in Spagna. Tentò di lasciare il governo della colonia a Manuel Fernández de Santa Cruz, vescovo di Puebla, il 21 gennaio 1696. Il vescovo non accettò, parlando della sua salute e delle sue responsabilità ecclesiastiche. Poco dopo l'incarico fu accettato da Juan Ortega y Montañés, vescovo di Michoacán.
Cerda Sandoval tornò in Spagna dove morì il 12 marzo 1697, a El Puerto de Santa María.